# Цзиньоу (канонерская лодка)
Канонерская лодка «Цзиньоу» (кит.金瓯, пиньинь Jīn'ōu) — первое броненосное судно китайской постройки.

## Проектирование и строительство
К середине 1870-х гг. корабелы Цинской империи накопили достаточный опыт строительства судов европейского типа. В 1867—1874 гг. только в Фучжоуском арсенале было спущено на воду 14 кораблей различного типа. Достигнутый технологический уровень позволял китайским верфям обратиться к строительству броненосных судов.
В 1875 г. в Цзяннаньском арсенале (г. Шанхай) — первом китайском предприятии подобного типа, — была заложена железная канонерская лодка водоизмещением 200 т. Проектировщиками и строителями судна выступили британские специалисты — корабельный инженер Дж. Ренни и механик Дж. Аллен, поступившие на предприятие по рекомендации фирмы «Дж. Бёрн и К°». Канонерка была заказана руководством арсенала, которое стремилось, с одной стороны, опробовать новые производственные мощности, а с другой — освободить склады от излишних запасов металла и использовать имеющееся в наличии 170-мм орудие Круппа.
Небольшой низкосидящий корабль, спущенный на воду в конце сентября 1875 г., нес на палубе неподвижный каземат, сдвинутый к носовой части и защищенный плитами слойчатой (англ. laminated) железной брони толщиной 2,38 дюйма (ок.60 мм). В плане каземат приближался к овалу, его боковые стенки являлись продолжением бортов. Единственное 170-мм казнозарядное орудие Круппа стреляло через порт в передней стенке каземата. В походном положении орудие опускалось в подпалубное пространство по образцу «рэнделовских канонерок». Наводка осуществлялась только в вертикальной плоскости — таково было требование китайских моряков, опасавшихся опрокидывания корабля при повороте орудия на борт. Подразумевалось, что горизонтальное наведение будет осуществляться путём маневрирования судном. Отсутствие артиллерии малого калибра компенсировалось наличием амбразур в стенках каземата: предполагалось, что экипаж будет вести через них огонь из стрелкового оружия.
По ватерлинии корпус лодки защищал броневой пояс толщиной 2,75 дюйма (ок. 70 мм) на тиковой подкладке в 1,3 м. В оконечностях толщина броневого пояса несколько уменьшалась — по некоторым сведениям, до 1,7 дюйма (ок. 40 мм). Носовая часть канонерки была снабжена тараном длиной 1,4 м от перпендикуляра, который не только служил дополнительным вооружением, но и увеличивал плавучесть носовой части, компенсируя вес брони и орудия.
В кормовой части лодки располагались водяные цистерны, трап для спуска под палубу и кладовые. За ними шли каюты комсостава, а в средней части судна — машинное и котельное отделение (общая длина 8,54 м). Далее к носу располагалась крюйт-камера, следующие 8 м длины занимал орудийный колодец с гидравлическим подъемником. Прямо перед орудием, в трюме, помещалось боевое рулевое отделение, углубленное на 1,5 м ниже ватерлинии. Пространство под баком длиной ок. 6 м занимал кубрик рядового состава. Обычный пост управления лодкой находился на крыше каземата, за которым возвышалась единственная дымовая труба. В особой рубке между трубой и казематом располагался камбуз.
Две горизонтальные паровые машины питались от цилиндрического котла диаметром почти 2,5 м с двумя топками, обращенными к корме. С носа и с бортов котел прикрывался угольными ямами. Корабль развивал скорость до 10 узл. Экипаж состоял из 4 офицеров и 35 матросов.

## Происхождение и значение названия
Канонерка получила название, в переводе с китайского означающее «золотая чаша». Это словосочетание является древней идиомой, обозначающей прочно закрепленную и надежно обороняемую территорию, а в широком смысле — собственно Китай. Имя корабля призвано было напоминать экипажу о необходимости беречь драгоценный сосуд, коим являются берега империи. Примерно к 1887 г. канонерка была по неизвестной причине переименована в «Тяньсин» Иероглифы, составляющие второе название, неизвестны, что исключает возможность правильного перевода. Также имеются сведения, что среди китайцев корабль получил прозвище «Гроза западных наций» Переименование корабля привело к распространению версии о постройке двух однотипных канонерских лодок, что не соответствует действительности.

## История службы
Постройка «Цзиньоу» обошлась в сумму от 62586 до 63000 серебряных лян. Изначально корабль предназначался для патрулирования в южном течении р. Янцзы и обороны её главного судоходного устья — Усуна. Ещё в ходе строительства было высказано предположение о том, что лодка может быть переброшена на север для обороны Дагу — аванпорта Тяньцзиня. В связи с этим в конструкцию были внесены некоторые изменения (увеличена высота надводного борта), задержавшие спуск на воду. Вскоре задачи прибрежной обороны были возложены на серию построенных для Китая в Англии в 1876—1881 гг. рэнделовских «алфавитных» канонерок вдвое большего тоннажа. Также в 1883 г. для обороны устья Янцзы на шанхайских верфях было построено шесть несамоходных плавучих батарей, спроектированных британской фирмой «Фарнхэм и Ко» (Шанхай). С вступлением в строй во второй половине 1880-х гг. ещё более современных боевых кораблей китайского флота «Цзиньоу» стала считаться окончательно устаревшей. Однако в ходе франко-китайской войны по приказу Цзэн Гоцюаня «Цзиньоу» несла патрульную службу наравне с другими кораблями. Достоверных данных о службе корабля в северных водах, равно как и о его участии в Японо-китайской войне 1894—1895 гг. не имеется. «Цзиньоу» входила в состав Наньянского (Южного) флота, однако уже в 1903 году наместник провинций Хубэй (湖北) и Хунань (湖南) (Хугуан цзунду , кит. упр. 湖广总督, пиньинь Huguang zongdu) Чжан Чжидун (кит. упр. 张之洞, пиньинь Zhang Zhidong, 1837—1909) заявил о том, что корабельный состав Наньянского флота совершенно непригоден не только для выполнения каких-либо боевых задач, но и для несения рутинной патрульной службы. Судя по тому, что Чжан Чжидун назвал корабли, пригодные для капремонта и модернизации: «Хуаньтай» (кит. трад. 寰泰), «Цзинцин» (кит. трад. 镜清), «Вэйцзин»(кит. трад. 威靖) и «Дэнъин» (кит. трад. 登瀛), не назвав среди них «Цзиньоу», канонерка уже не рассматривалась в качестве полноценного боевого корабля. После Синьхайской революции 1911 г. корабль вошел в состав вооруженных сил провинции Аньхой, где продолжал числиться в списках флота до 1914 г.

Схема канонерки «Цзиньоу»